# Опришица (Васлуј)
Опришица (рум. Oprișița) насеље је у Румунији у округу Васлуј у општини Појенешти. Oпштина се налази на надморској висини од 170 m.

## Становништво
Према подацима из 2002. године у насељу је живело 888 становника, од којих су сви румунске националности.